# Mauves-sur-Loire
Mauves-sur-Loire là một xã thuộc tỉnh Loire-Atlantique, trong vùng Pays de la Loire ở phía tây nước Pháp. Xã này nằm ở khu vực có độ cao từ 1-84 mét trên mực nước biển. Theo điều tra dân số năm 2006 của INSEE, xã có dân số 2860 người.
Thị trấn này kết nghĩa với Hythe ở Anh.